# M777 (canon d'artillerie)
Le M777 est un canon d'artillerie de 155 millimètres conçu par BAE Global Combat Systems, une branche de BAE Systems. Il est opérationnel depuis 2005.

## Caractéristiques
Il est assemblé dans une usine située à Hattiesburg, dans l'État du Mississippi, mais les pièces les plus complexes sont fabriquées à Barrow-in-Furness, en Angleterre, sur un site employant 400 personnes. Le rythme de production y varie de 10 à 16 unités par mois.
Le M777 pèse 9 200 livres soit 4 200 kg, ce qui en fait le plus léger de sa catégorie — il pèse 42 % moins lourd que l’obusier M198 entré en service en 1978 qu'il remplace —, ce qui lui donne une mobilité élevée et facilite son transport par avion, par hélicoptère ou par camion ; l'économie de masse qui a été la priorité durant sa conception a été réalisée grâce à l'adoption d'un alliage de titane dans sa construction. Le tube du canon fait 39 calibres, sa durée de vie est de 2 650 coups charge 8 selon les standards de l'armée canadienne.
Il est généralement exploité par un équipage de huit servants, mais peut être utilisé avec un détachement réduit de cinq artilleurs contre neuf avec le M198.
Ce canon peut tirer un obus de calibre 155 millimètres à une cadence relativement réduite de deux à quatre coups par minute car il nécessite un chargement entièrement manuel, n’ayant pas les systèmes d’aides au chargement et les automatismes de pièces d’une masse plus élevée, avec un niveau élevé de précision.
Le canon M777 peut être muni d'un système de conduite de tir numérisé, les armes américaines sont équipées d'un système de contrôle de tir identique à celui du M109A6 Paladin et les canadiennes utilisent un système de tir Digital Gun Management System (DGMS) produit par SELEX Galileo, une filiale de Leonardo-Finmeccanica.
Il peut être chargé avec des munitions à guidage de précision M982 Excalibur à 85 000 dollars l'unité, possédant une portée de tir maximale de 40 à 57 km.
Avec un obus classique, l'erreur circulaire probable (rayon du disque où 50 % des obus tombent en moyenne) des M777 varie en fonction de la distance de la façon suivante :
- 95 m à 15 km
- 115 m à 20 km
- 140 m à 25 km

## Historique
Il est choisi en 1997 pour remplacer les M198 de 155 mm de l'US Army et de l'USMC. Il entre en service opérationnel en mai 2005 dans l'USMC.
En 2005, le Canada choisit le M777 pour remplacer les obusiers C2 et C3 105 mm malgré leurs modernisations de 1997-1999 ; ces derniers sont graduellement remplacés par les M777 qui entrent en service à partir de décembre 2005. Leur première utilisation au combat a lieu en 2006 lors de l'opération Enduring Freedom en Afghanistan. En 2008, les forces canadiennes possèdent 12 M777, mais l'acquisition de 37 autres M777 est signée par le ministère de la défense.
En 2008, l'Australie fait une demande auprès du gouvernement des États-Unis pour l'acquisition de 57 M777 d'une valeur de 248 millions de dollars  dont les premières livraisons ont commencé en 2010.
Le 777e exemplaire sur un total de 1 001 commandés sort d'usine en avril 2011 alors qu'à l'origine l'entreprise pensait seulement en produire 500.
L'Inde est en pourparlers en 2011 pour un contrat de 647 millions de dollars concernant 145 M777. Le 11 juillet 2014, le gouvernement indien annonce qu'il ne donnera pas suite à sa commande pour raisons budgétaires. Le 28 novembre 2016, on annonce un nouvel accord concernant le même nombre de pièces dont 120 construites en Inde pour 735 millions de dollars devant équiper l'artillerie de montagne dans le cadre du programme de ventes militaires à l'étranger (FMS) du département américain de la Défense. Une cérémonie d'intronisation pour les premiers canons d'artillerie K-9 Vajra et M777 a eu lieu à l'école d'artillerie de l'armée indienne, située à Deolali (en) en novembre 2018. L'armée indienne veut sept régiments de M777 dans les années à venir, le premier régiment est opérationnel fin 2019 avec 18 canons, dont 15 livrés par BAE et trois assemblés par Mahindra Defence Systems Limits.

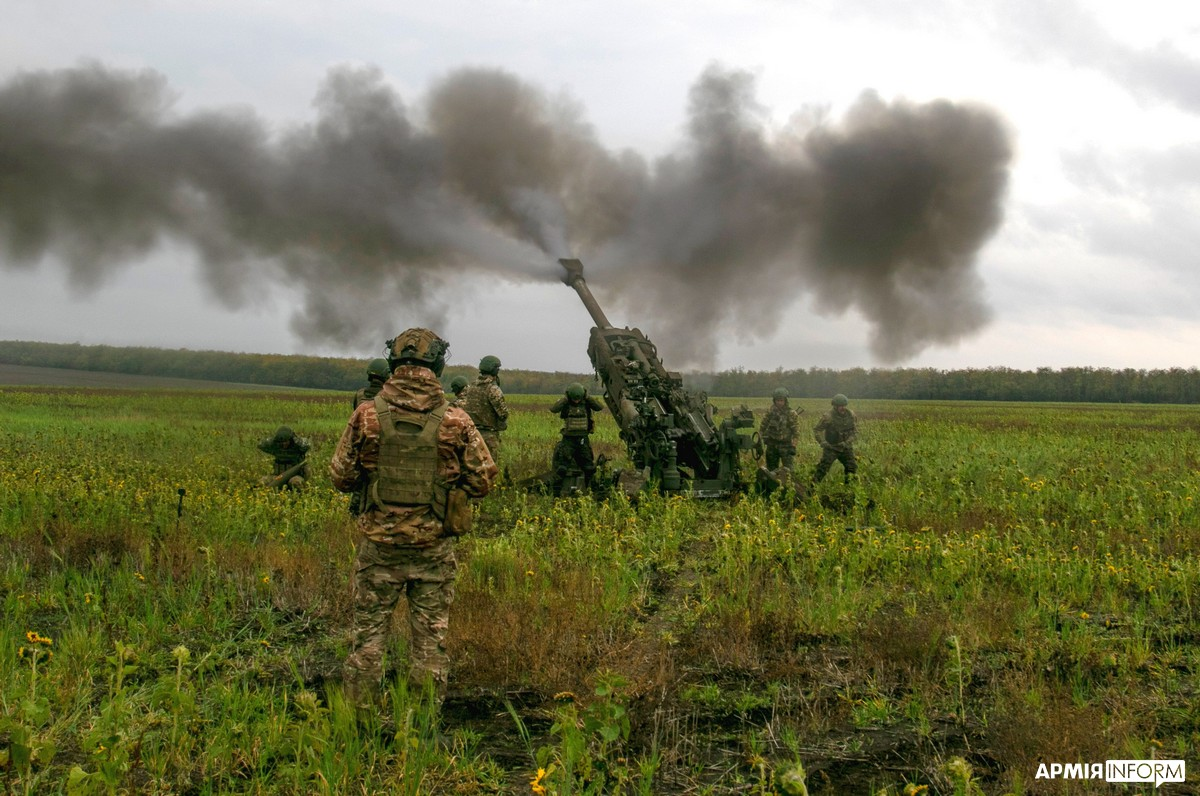
Tir d'un M777 ukrainien de la 406e brigade d'artillerie navale.

À la suite de l'invasion de l'Ukraine par la Russie en 2022, les États-Unis, l'Australie et le Canada livrent des M777 à l'armée ukrainienne ; 18 tubes, puis 72 autres pièces d'artillerie tractées sans précisions, annoncées en avril 2022 par les États-Unis, total de 108 annoncé fin mai 2022 et de 142 mi-octobre 2022, nombre non précisé pour le Canada. Quatre selon Forbes et 6 donnés par l'Australie.
En date de 2023, la ligne d'assemblage est démontée depuis plusieurs années. Une commande cadre pluriannuelle est nécessaire pour la remettre en œuvre. Début janvier 2024, la décision de redémarrage de celle-ci est annoncée, les premières livraisons sont prévues en 2025.

## Utilisateurs
- Arabie saoudite
- Australie: 35 systèmes en service en 2010[15].
- Canada: 35 systèmes en service dans les Forces canadiennes[Quand ?].
- États-Unis: 380 systèmes pour le United States Marine Corps et 273 pour la United States Army et la Garde nationale des États-Unis en 2008 ; 1 001 commandés au 22 février 2011[16] dont 580 systèmes pour le United States Marine Corps et 421 pour le United States Army et la Garde nationale des États-Unis.
- Inde : 145 systèmes commandés en 2016, livraison à partir de 2018.
- Ukraine : 128 systèmes donnés par les États-Unis en date du 5 juillet 2022[17],[18], 142 en date du 13 octobre 2022[19], quatre donnés par le Canada et six donnés par l'Australie en 2022[20],[21].

## Images
- Tir d'un canon d'artillerie M777, dans la province de Lôgar en Afghanistan.

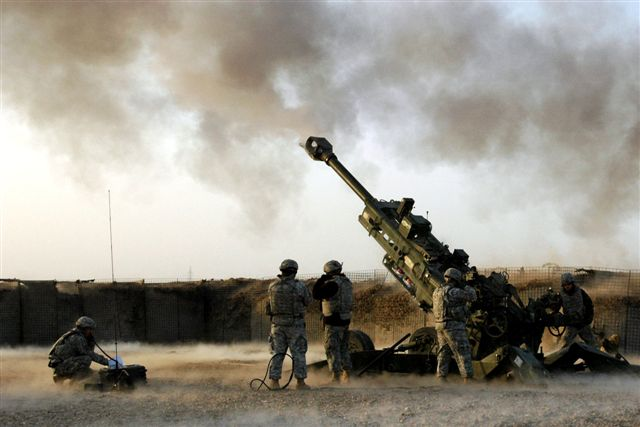
M777A2 B/2-11FA de l'US Army
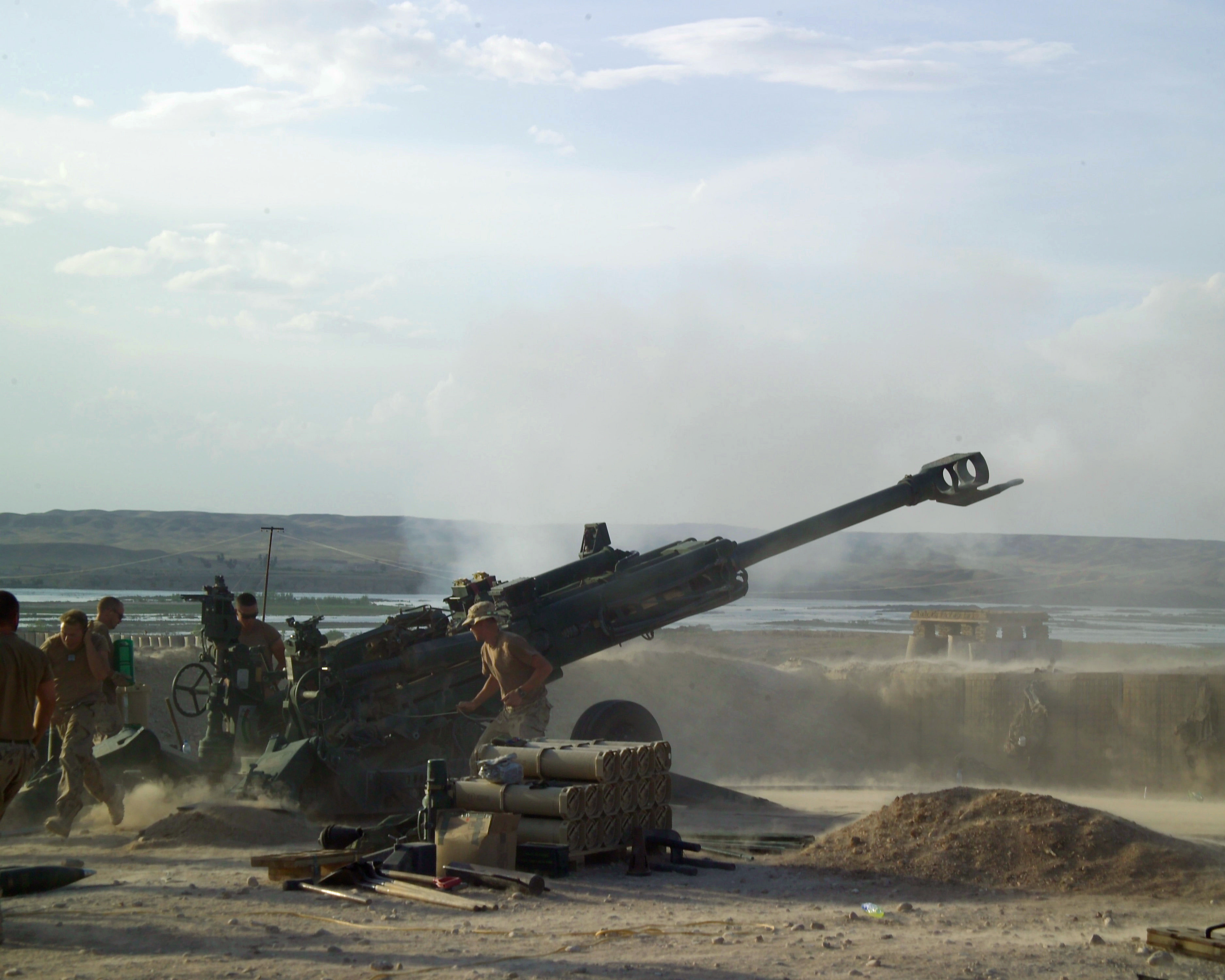
Soldats canadiens faisant feu sur des positions des talibans à partir d'une base d'opérations avancée dans la province de Helmand
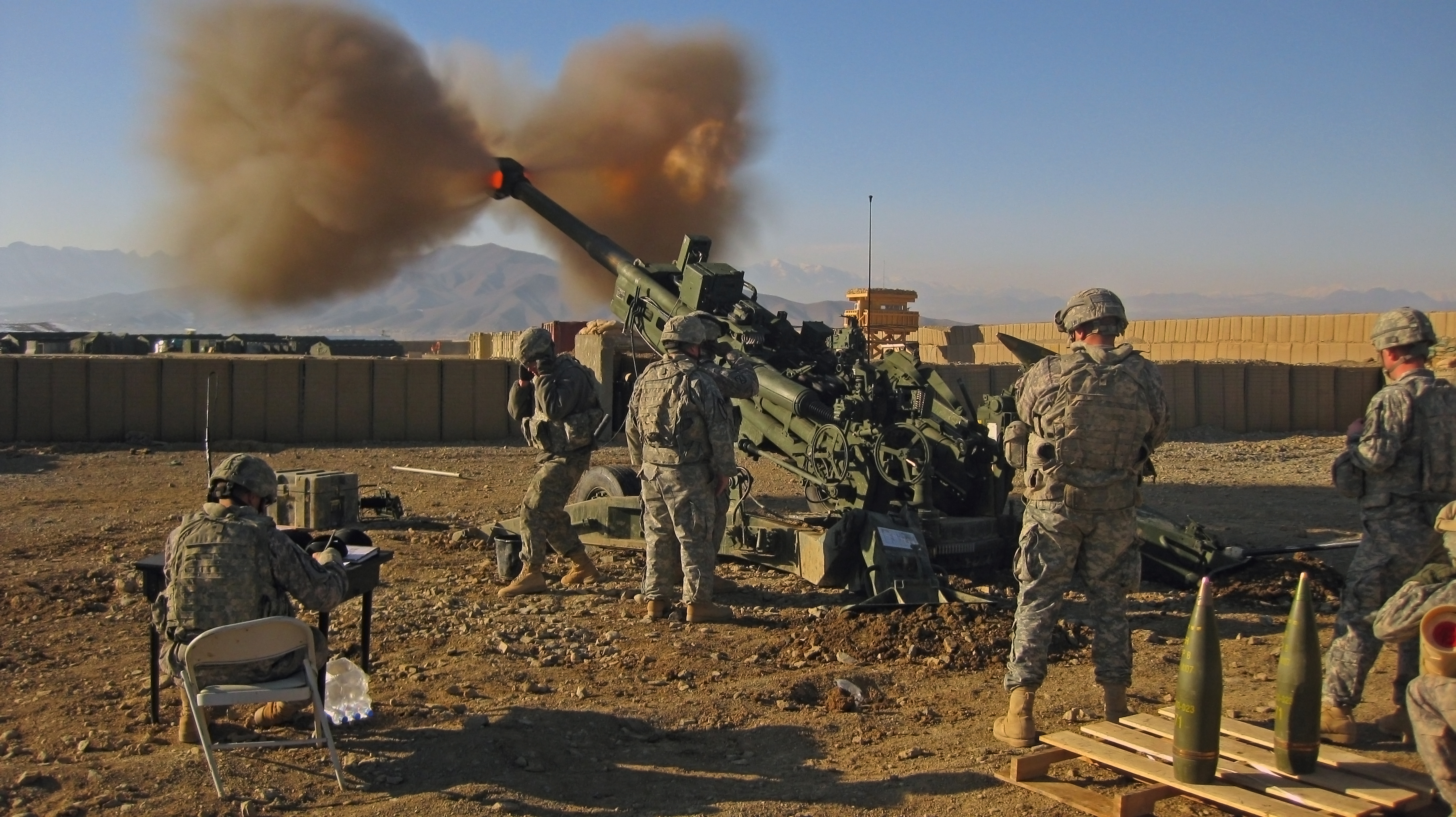
M777 en service auprès de la 10e division de montagne appuyant l'opération Enduring Freedom, dans la province de Lôgar, dans le district de Charkh, en Afghanistan en 2009.